# Institut des textes et manuscrits modernes
Das Institut des textes et manuscrits modernes ist ein in Paris ansässiges wissenschaftliches Institut zur Erforschung der Entstehung von Schriftstellermanuskripten, das zu gleichen Teilen an das Centre national de la recherche scientifique und die École normale supérieure gebunden ist.
Anlass der Gründung des Instituts war der Erwerb von Heine-Manuskripten durch die Bibliothèque nationale de France sowie deren Katalogisierung.
Die Forschungsschwerpunkte liegen zum einen in der Auswertung der Manuskripte berühmter Schriftsteller des 19. und 20. Jahrhunderts, wie James Joyce, Marcel Proust, Jean-Paul Sartre oder Friedrich Nietzsche, zum anderen in methodologischen und theoretischen Auseinandersetzungen, wie den Praktiken und Techniken des Schreibens.
Neben der Manuskriptauswertung sammelt das Institut Materialien wie Notizen und Tagebücher und setzt diese in Bezug zu den Manuskripten, so dass die Etappen der Ausarbeitung des Textes widergespiegelt werden.